# La Revanche des Cybernators
La Revanche des Cybernators (Revenge of the Cybermen) est le cinquième épisode de la douzième saison  première série de la série télévisée britannique de science-fiction Doctor Who. Originellement diffusé en quatre parties, du 19 avril au 10 mai 1975, il poursuit un arc narratif ayant commencé dans Robot et se finissant dans Terror of the Zygons.

## Accroche
De retour dans la station Nerva, le Docteur et ses compagnons doivent attendre l'arrivée du TARDIS. Les Cybermen (ou « Cybernators » dans cette traduction française) tentent de prendre la station afin de détruire Voga, la planète d'or,

## Distribution
- Tom Baker (VF Jacques Ferrière) : Le Docteur
- Ian Marter (VF Maurice Sarfati) : Harry Sullivan
- Elisabeth Sladen : (VF Catherine Lafond) : Sarah Jane Smith
- Ronald Leigh-Hunt : Commandant Stevenson
- Jeremy Wilkin : Kellman
- William Marlowe : Lester
- Alec Wallis : Warner
- Michael Wisher : Magrik
- Kevin Stoney : Tyrum
- David Collings : Vorus
- Brian Grellis : Sheprah
- Christopher Robbie : Leader des Cybermens
- Melville Jones : Cybermen

## Résumé
Après les événements de La Genèse des Daleks, le Docteur, Harry et Sarah ont utilisé l'anneau temporel pour se rendre de nouveau à la station Nerva. Ils arrivent dans la salle de contrôle qu'ils avaient quittés pour se téléporter sur Terre, mais Sarah remarque que le TARDIS a disparu. Le Docteur explique que le vaisseau est en train de remonter le temps afin de se rendre à eux et qu'ils leur faut du temps avant sa réapparition. Selon le Docteur, ils se trouvent 1000 ans avant que les éruptions solaires ne poussent à l'évacuation de la Terre.
En ouvrant la porte de la station, ils tombent sur des cadavres. Ils se trouvent dorénavant sur la station Nerva à une époque où celle-ci a été mise en quarantaine à la suite d'une épidémie. La station, censé compter une cinquantaine d'hommes d'équipage n'en compte plus qu'une poignée. La station est dans une mission d'une trentaine d'années non loin de Voga, un astéroïde dans l'attraction de Jupiter auquel personne n'est censé entrer. Le Docteur et ses compagnons tombent sur un cybermat tournant autour d'un cadavre.
Un peu plus loin sur la station, un extra-terrestre de Voga tentent de contacter l'équipage restant de la station Nerva. Voga est censé être déserte selon Kellman, un scientifique présent dans l'équipage, et l'appel n'est pas pris au sérieux. Peu de temps après, ils sont alertés de la présence du Docteur et de ses compagnons alors que ceux-ci tentent d'ouvrir une porte, alors que dans la salle de communication, Warner, un des hommes est attaqué par le cybermat et commence à avoir ses veines apparentes. Stevenson, le commandant de la station tente de le détruire afin d'empêcher l'épidémie de se propager, mais le Docteur l'arrête et raconte qu'ils font partie d'une unité médicale venue de la Terre.
Sur Voga, le Vogan ayant tenté de contacter la station est tué par Vorus, le chef des gardiens des mines. Les plans de Vorus semblent effrayer une partie de ses hommes, mais celui-ci avoue avoir payé un homme sur Nerva. En effet, le sous-sol de Voga contient plus d'or que dans le reste de la galaxie.
Lors d'une discussion, le Docteur apprend que l'astéroïde non loin est Voga, la planète d'or, et pense que les cybermen sont impliqués dans l'épidémie. Stevenson n'y croit pas : pour eux, les Cybermen ont disparu depuis des centaines d'années. Le Docteur explique qu'ils ont disparu justement en attaquant Voga lors de la dernière guerre Cyber, l'or étant un métal trop pur pour eux, ils furent particulièrement affaiblis et leur contact les fit suffoquer. Écoutant leur conversation, Kellman contacte le vaisseau des cybermen le plus près, commandé par le cyber-leader, un Cyberman au casque noir.
En examinant le corps de Warner, le Docteur découvre qu'il ne s'agit pas d'une épidémie mais d'un empoisonnement. Sarah est attaqué par le cybermat et commence à être infecté par le poison. Il téléporte alors Harry et Sarah en urgence sur Voga, où le contact avec l'or la purge du poison. Ils sont rapidement capturés par des Vogans et emmenés pour interrogation. Alors qu'ils sont emprisonnés par des chaînes en or, une bataille a lieu entre les gardiens de la mine de Vorus et les miliciens de Tyrum un autre dirigeant Vogan. Harry et Sarah se retrouvent du côté des miliciens.
Pendant ce temps là, Kellman est capturé et avoue sous la menace d'un cybermat, être un agent des Cybermen. Ayant réparé le transmat, le Docteur tente de localiser Harry et Sarah mais en vain. Les Cybermen entrent dans la base Nerva et neutralisent les deux membres de l'équipage, Lester et Stevenson ainsi que le Docteur. Ils se servent d'eux afin de pouvoir transporter une bombe au cœur de Voga.
Sur Voga, Sarah et Harry apprennent que Kellman est en réalité un agent double qui travaille pour Vorus. Son but est d'attirer les Cybermen dans la station Nerva puis de se débarrasser d'eux en tirant un missile dessus. Hélas une partie de leur plan échoue après la téléportation de Cybermen sur Voga et leur attaque sur les vogans. Lors d'un éboulement provoqué par Harry, Kellman est tué et le Docteur assommé. Il est réanimé par Harry.
Lester se sacrifie en faisant exploser deux Cybermen. Alors que le missile est prêt à être lancé par Vorus, le Docteur lui demande 15 minutes pour aller chercher Sarah, emprisonnée sur la station Nerva. Hélas, il se fait capturer à son tour par les Cybermen qui évacuent à bord de leur vaisseau. Vorus est tué lors de la cohue ayant lieu lorsqu'il décide de lancer le missile avant les 15 minutes. Stevenson reprend les commandes en main et avec l'aide de Docteur, dévie le missile de sa trajectoire pour qu'il touche le vaisseau des Cybermen. Le Docteur rectifie la trajectoire de la station Nerva qui était prête à tomber sur Voga. Le TARDIS revient dans la station, le Docteur la quitte avec Sarah et Harry, ayant reçu un message urgent du Brigadier.

### Continuité
- Cet épisode commence immédiatement où finit l'épisode précédent et se poursuit dans l'épisode suivant.
- Les personnages retrouvent la station Nerva qu'ils ont quittée à la fin de « The Ark in Space ». On apprend qu'avant d'orbiter autour de la Terre, elle servait de base d'observation spatiale, non loin de Jupiter.
- L'épisode semble prendre place après une période nommée la "Cyber War" dans laquelle les Cybermen ont été mis en déroute. Le Docteur dit que ceux-ci n'ont plus de planète mère.

## Diffusion et réception

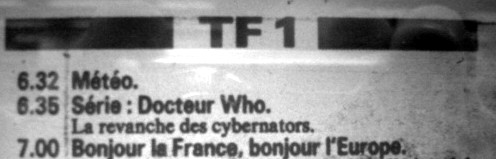
Extrait du programme télé du 23 avril 1989